# IL22RA1
IL22RA1‏ (Interleukin 22 receptor subunit alpha 1) هوَ بروتين يُشَفر بواسطة جين IL22RA1 في الإنسان.